# Ivo Rubík
Ivo Rubík (15. dubna 1959 Praha – 25. listopadu 2013) byl český politik a v letech 1998–2013 starosta Slaného. Od roku 2004 byl také krajským zastupitelem Středočeského kraje.
Vystudoval ZDŠ v Praze 6, tamní gymnázium a následně Přírodovědeckou fakultu Univerzity Karlovy. Od roku 1991 byl členem Občanské demokratické strany.
Ve svém městě se zasadil o řadu změn. Pro mnoho Slaňáků zůstane v myslích nezapomenutelnou osobností, která vykonala pro město řadu významných počinů. Podporoval bohatý kulturní, společenský i sportovní život města.
Zemřel po dlouhém boji se zákeřnou rakovinou. Byl ženatý, s manželkou Miroslavou měl syna Pavla a dceru Elišku.